# Kościół św. Józefa Oblubieńca Najświętszej Maryi Panny w Krakowie
Kościół św. Józefa Oblubieńca Najświętszej Maryi Panny – zbudowany w stylu postmodernistycznym, w latach 1993-2002, parafialny kościół rzymskokatolicki. Znajduje się w Krakowie na os. Kalinowym 5 w Bieńczycach.
Projektantami kościoła są Zofia Łuczyńska i Jan Kurek. Świątynia jest zbudowana na planie krzyża. Cechuje ją obszerne wnętrze. Ołtarz główny tworzy figura św. Józefa i krucyfiks (według projektu rzeźbiarza Czesława Dźwigaja) zawieszony na tle okna w kształcie krzyża. Autorem tabernakulum jest również Czesław Dźwigaj. Wewnątrz świątynia utrzymana jest w jasnej tonacji bieli i beżu. Ponadto występują kontrastowe elementy ciemnej zieleni widoczne we wzorze posadzki i w prezbiterium. Na zewnątrz kościół jest pomalowany na kremowo, dach jest czerwony, a na jego szczycie widnieje krzyż. W bocznej części kościoła znajduje się obraz, na którym przedstawiona jest św. Joanna Beretta Molla z dzieckiem. Są tu także relikwie świętej, które złożone zostały w tutejszym kościele 26 maja 2004.
Kamień węgielny kościoła poświęcił na Błoniach podczas pielgrzymki do kraju papież Jan Paweł II w 1983. Pierwszą mszę świętą odprawiono w nowym kościele w dniu parafialnego odpustu 19 marca 2002. 
27 września 2012 zamontowane zostały dwa ołtarze boczne. Na jednym wisi obraz „Jezu ufam Tobie”, zaś na drugim ikona Matki Bożej Nieustającej Pomocy.  14 kwietnia 2012 odsłonięto w kościele tablicę „Krzyż Smoleński okryty całunem milczenia” stanowiącą upamiętnienie ofiar katastrofy polskiego Tu-154M w Smoleńsku, a w szczególności Janusza Kurtyki. W 2018 roku rozpoczął się proces montażu 37-głosowych organów piszczałkowych, pochodzących z parafii ewangelickiej w Gelnhausen. 

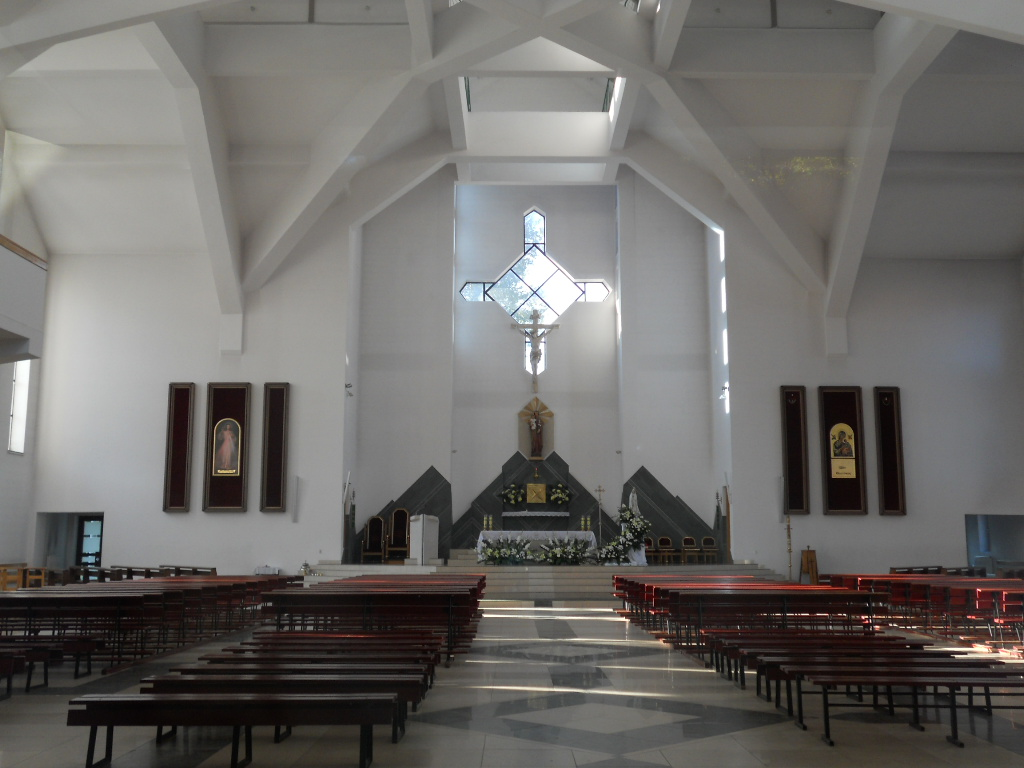
Wnętrze kościoła